# Manchester United F.C. mùa bóng 1948–49
Mùa giải 1948-49 là mùa giải lần thứ 47 của Manchester United ở The Football League. United đã đứng thứ hai trong bảng xếp hạng vào cuối mùa giải và lọt vào vòng bán kết FA Cup.

## FA Charity Shield
| Thời gian           | Đối thủ | H/A         | Tỷ số Bt-Bb | Cầu thủ ghi bàn         | Số lượng khán giả |
| ------------------- | ------- | ----------- | ----------- | ----------------------- | ----------------- |
| 6 tháng 10 năm 1948 | Arsenal | A, Highbury | 3 – 4       | Rowley, Burke, Không rõ | 31,000            |

## First Division
| Thời gian                 | Đối thủ                 | H/A | Tỷ số Bt-Bb | Cầu thủ ghi bàn                         | Số lượng khán giả |
| ------------------------- | ----------------------- | --- | ----------- | --------------------------------------- | ----------------- |
| ngày 21 tháng 8 năm 1948  | Derby County            | H   | 1 – 2       | Pearson                                 | 52,620            |
| ngày 23 tháng 8 năm 1948  | Blackpool               | A   | 3 – 0       | Rowley (2), Mitten                      | 36,880            |
| ngày 28 tháng 8 năm 1948  | Arsenal                 | A   | 1 – 0       | Mitten                                  | 64,150            |
| ngày 1 tháng 9 năm 1948   | Blackpool               | H   | 3 – 4       | Delaney, Mitten, Morris                 | 51,187            |
| ngày 4 tháng 9 năm 1948   | Huddersfield Town       | H   | 4 – 1       | Pearson (2), Delaney, Mitten            | 57,714            |
| ngày 8 tháng 9 năm 1948   | Wolverhampton Wanderers | A   | 2 – 3       | Morris, Rowley                          | 42,617            |
| ngày 11 tháng 9 năm 1948  | Manchester City         | A   | 0 – 0       |                                         | 64,502            |
| ngày 15 tháng 9 năm 1948  | Wolverhampton Wanderers | H   | 2 – 0       | Buckle, Pearson                         | 33,871            |
| ngày 18 tháng 9 năm 1948  | Sheffield United        | A   | 2 – 2       | Buckle, Pearson                         | 36,880            |
| ngày 25 tháng 9 năm 1948  | Aston Villa             | H   | 3 – 1       | Mitten (2), Pearson                     | 53,820            |
| ngày 2 tháng 10 năm 1948  | Sunderland              | A   | 1 – 2       | Rowley                                  | 54,419            |
| ngày 9 tháng 10 năm 1948  | Charlton Athletic       | H   | 1 – 1       | Burke                                   | 46,964            |
| ngày 16 tháng 10 năm 1948 | Stoke City              | A   | 1 – 2       | Morris                                  | 45,830            |
| ngày 23 tháng 10 năm 1948 | Burnley                 | H   | 1 – 1       | Mitten                                  | 47,093            |
| ngày 30 tháng 10 năm 1948 | Preston North End       | A   | 6 – 1       | Mitten (2), Pearson (2), Morris, Rowley | 37,372            |
| ngày 6 tháng 11 năm 1948  | Everton                 | H   | 2 – 0       | Delaney, Morris                         | 42,789            |
| ngày 13 tháng 11 năm 1948 | Chelsea                 | A   | 1 – 1       | Rowley                                  | 62,542            |
| ngày 20 tháng 11 năm 1948 | Birmingham City         | H   | 3 – 0       | Morris, Pearson, Rowley                 | 45,482            |
| ngày 27 tháng 11 năm 1948 | Middlesbrough           | A   | 4 – 1       | Rowley (3), Delaney                     | 31,331            |
| ngày 4 tháng 12 năm 1948  | Newcastle United        | H   | 1 – 1       | Mitten                                  | 70,787            |
| ngày 11 tháng 12 năm 1948 | Portsmouth              | A   | 2 – 2       | McGlen, Mitten                          | 29,966            |
| ngày 18 tháng 12 năm 1948 | Derby County            | A   | 3 – 1       | Burke (2), Mitten                       | 31,498            |
| ngày 25 tháng 12 năm 1948 | Liverpool               | H   | 0 – 0       |                                         | 47,788            |
| ngày 27 tháng 12 năm 1948 | Liverpool               | A   | 2 – 0       | Burke, Pearson                          | 53,325            |
| ngày 1 tháng 1 năm 1949   | Arsenal                 | H   | 2 – 0       | Burke, Mitten                           | 58,688            |
| ngày 22 tháng 1 năm 1949  | Manchester City         | H   | 0 – 0       |                                         | 66,485            |
| ngày 19 tháng 2 năm 1949  | Aston Villa             | A   | 1 – 2       | Rowley                                  | 68,354            |
| ngày 5 tháng 3 năm 1949   | Charlton Athletic       | A   | 3 – 2       | Pearson (2), Downie                     | 55,291            |
| ngày 12 tháng 3 năm 1949  | Stoke City              | H   | 3 – 0       | Downie, Mitten, Rowley                  | 55,949            |
| ngày 19 tháng 3 năm 1949  | Birmingham City         | A   | 0 – 1       |                                         | 46,819            |
| ngày 6 tháng 4 năm 1949   | Huddersfield Town       | A   | 1 – 2       | Rowley                                  | 17,256            |
| ngày 9 tháng 4 năm 1949   | Chelsea                 | H   | 1 – 1       | Mitten                                  | 27,304            |
| ngày 15 tháng 4 năm 1949  | Bolton Wanderers        | A   | 1 – 0       | Carey                                   | 44,999            |
| ngày 16 tháng 4 năm 1949  | Burnley                 | A   | 2 – 0       | Rowley (2)                              | 37,722            |
| ngày 18 tháng 4 năm 1949  | Bolton Wanderers        | H   | 3 – 0       | Rowley (2), Mitten                      | 47,653            |
| ngày 21 tháng 4 năm 1949  | Sunderland              | H   | 1 – 2       | Mitten                                  | 30,640            |
| ngày 23 tháng 4 năm 1949  | Preston North End       | H   | 2 – 2       | Downie (2)                              | 43,214            |
| ngày 27 tháng 4 năm 1949  | Everton                 | A   | 0 – 2       |                                         | 39,106            |
| ngày 30 tháng 4 năm 1949  | Newcastle United        | A   | 1 – 0       | Burke                                   | 38,266            |
| ngày 2 tháng 5 năm 1949   | Middlesbrough           | H   | 1 – 0       | Rowley                                  | 20,158            |
| ngày 4 tháng 5 năm 1949   | Sheffield United        | H   | 3 – 2       | Downie, Mitten, Pearson                 | 20,880            |
| ngày 7 tháng 5 năm 1949   | Portsmouth              | H   | 3 – 2       | Rowley (2), Mitten                      | 49,808            |

| # | Câu lạc bộ        | Tr | T  | H  | B  | Bt | Bb | Hs  | Điểm |
| - | ----------------- | -- | -- | -- | -- | -- | -- | --- | ---- |
| 1 | Portsmouth        | 42 | 25 | 8  | 9  | 84 | 42 | +42 | 58   |
| 2 | Manchester United | 42 | 21 | 11 | 10 | 77 | 44 | +33 | 53   |
| 3 | Derby County      | 42 | 22 | 9  | 11 | 74 | 55 | +19 | 53   |

## FA Cup
| Thời gian           | Vòng đấu             | Đối thủ                    | H/A                  | Tỷ số Bt-Bb    | Cầu thủ ghi bàn                        | Số lượng khán giả |
| ------------------- | -------------------- | -------------------------- | -------------------- | -------------- | -------------------------------------- | ----------------- |
| 8 tháng 1 năm 1949  | Vòng 3               | Bournemouth & Boscombe AFC | H                    | 6 – 0          | Burke (2), Rowley (2), Pearson, Mitten | 55,012            |
| 29 tháng 1 năm 1949 | Vòng 4               | Bradford Park Avenue       | H                    | 1 – 1          | Mitten                                 | 82,771            |
| 5 tháng 2 năm 1949  | Vòng 4 Đấu lại       | Bradford Park Avenue       | A                    | 1 – 1 (a.e.t.) | Mitten                                 | 30,000            |
| 7 tháng 2 năm 1949  | Vòng 4 Đấu lại lần 2 | Bradford Park Avenue       | H                    | 5 – 0          | Burke (2), Rowley (2), Pearson         | 70,434            |
| 12 tháng 2 năm 1949 | Vòng 5               | Yeovil Town                | H                    | 8 – 0          | Rowley (5), Burke (2), Mitten          | 81,565            |
| 26 tháng 2 năm 1949 | Vòng 6               | Hull City                  | A                    | 1 – 0          | Pearson                                | 55,000            |
| 26 tháng 3 năm 1949 | Bán kết              | Wolverhampton Wanderers    | Hillsborough Stadium | 1 – 1 (a.e.t.) | Mitten                                 | 62,250            |
| 2 tháng 4 năm 1949  | Bán kết Đấu lại      | Wolverhampton Wanderers    | Goodison Park        | 0 – 1          |                                        | 73,000            |